# Antechinus bellus
Antechinus bellus is een roofbuideldier uit het geslacht van de breedvoetbuidelmuizen. De wetenschappelijke naam van de soort werd voor het eerst geldig gepubliceerd door Oldfield Thomas in 1904.

## Kenmerken
De bovenkant is grijsachtig, de onderkant wit tot lichtgrijs. De voeten en de keel zijn wit. De staart is lichtbruin. De kop-romplengte bedraagt 112 tot 145 mm, de staartlengte 95 tot 125 mm en het gewicht 25 tot 65 g. Vrouwtjes hebben 10 mammae.

## Leefwijze
Deze soort is zowel in bomen als op de grond te vinden. Beschutting vindt het dier in boomholtes. Na twee weken paartijd in augustus sterven alle mannetjes. Aan het eind van september en het begin van oktober worden tot tien jongen geboren, die in januari gespeend worden.

## Voorkomen
De soort komt voor in open bos in het noorden van het Noordelijk Territorium (Noord-Australië), waar het de enige voorkomende breedvoetbuidelmuis is.
Antechinus adustus · Antechinus agilis · Antechinus argentus · Antechinus arktos · Antechinus bellus · Geelvoetbuidelmuis (Antechinus flavipes) · Antechinus godmani · Antechinus leo · Antechinus mimetes · Antechinus minimus · Antechinus mysticus · Stuarts breedvoetbuidelmuis (Antechinus stuartii) · Antechinus subtropicus · Antechinus swainsonii · Antechinus vandycki